# Blasius Matranga
Blasius Matranga (Albanees: Vlash Matranga) was een Albanese edelman uit de Matranga-dynastie. Blasius heerste van 1355 tot 1367 over een vorstendom in het zuiden van Albanië.
Blasius stamde af van de adellijke familie Matranga. Een dynastie die heerste over vazalen in Durrës en Vlorë tijdens de heerschappii van het Koninkrijk Albanië. Tussen 1336 en 1343 werd hun grondgebied door Koning Stefan Dušan geannexeerd aan het Keizerrijk Servië. Na de dood van Stefan Dušan gaf Blasius zichzelf de titel prins van een vorstendom in Myzeqe. Hij erkende de suzereiniteit van Simeon Uroš, waarna Blasius heerschappij had over de Albanese gebieden.
Blasius stierf in 1367. De Albanese prins Karl Thopia kreeg heerschappij over zijn voormalige gebieden.